# Илузија контроле
Илузија контроле је тенденција људи да прецењују своју способност да контролишу догађаје; На пример, то се дешава када неко има осећај контроле над исходима на које, доказано, не утиче.  Ефекат је добио име по психологу Елен Лангер и примењује се у многим различитим контекстима. Сматра се да утиче на коцкарско понашање и веровање у паранормално. Уз илузорну супериорност и оптимизам пристрасности, илузија контроле једна је од позитивних илузија.
Илузија би могла да настане због тога што људи немају директан самопосматрачки увид у то да ли контролишу догађаје. Ово је названо интроспективна илузија. Уместо тога, они могу да процене свој степен контроле поступком који је често непоуздан. Као резултат тога, они себе сматрају одговорнима за догађаје у којим постоји мало или нимало узрочно-последичних веза. У једној студији, студенти су били постављени у виртуелну стварност како би се излечили од свог страха од висине помоћу лифта. Они којима је речено да су имали контролу, мада таквих није било, осећали су да имају подједнаку контролу као и они који су заправо имали контролу над лифтом. Они који су наведени да верују да нису имали контролу, рекли су да су осетили као да су имали малу контролу.
Психолошки теоретичари континуирано су наглашавали важност перцепције контроле над животним догађајима. Један од најранијих случајева овога је када је Алфред Адлер тврдио да људи теже познавању свог живота. Касније је Хеидер предложио да људи имају снажан мотив да контролишу своју околину, а Ват Ман је поставио хипотетизу да је основни мотив компетенције да се људи задовоље вршењем контроле (или вршећи контролу). Виенер, теоретичар атрибуције, модификовао је своју изворну теорију мотивације постигнућа тако да укључи димензију управљивости. Кели је тада тврдио да неуспех људи да открију нежељене активности може резултирати тиме да неконтролиране исходе припишу личним узроцима. Касније, Тејлор и Браун тврдили су да позитивне илузије, укључујући и илузију контроле, јачају ментално здравље.
Занимљива варијација овога је објашњена у такозваној хипотези праведног света.Веровање у праведан свет је веровање да поступци и исходи имају исту вредност и уско су везани. Односно, добре ствари се дешавају људима који поступају добро, а лоше ствари се дешавају људима који поступају лоше. Веровање да свако добија оно што је заслужио негира постојање случајности. На тај начин, елиминише се брига о могућности да нам се нежељени догађаји догоде сасвим случајно у било ком тренутку. На тај начин, догађаји постају предвидљиви и пошто их очекујемо, можемо их контролисати. У једној студији тестирања ове хипотезе, Лернер је замолио учеснике да процене два радника, од којих је један био награђен на срећу.Да би дали смисао овом случајном догађају, учесници су награђеног радника доживљавали као способнијег. У другој студији, учесници су гледали вршњака који је наизглед био тешко шокиран због прављења мањих грешака у задатку учења који је добио. Закључили су да учесници одбацују и обезбређују жртву како би негативне последице деловале заслужено ако нису у стању да измене судбину жртве. Да ли се сматра да је догађај одређен вештином или шансом може зависити од фактора који су релативно независи од конкретног случаја. Коен, Федер, Кели, Лангер и Рот и многи други истаживачи су испитивали тенденцију људи да пожељне исходе припишу унутрашњим факторима, а да за неуспехе криве спољашње факторе као што је срећа.
Илузија је чешћа у познатим ситуацијама и у ситуацијама када особа зна жељени исход. Повратне информације које наглашавају успех, пре него неуспех, могу да повећају ефекат, док повратне информације које наглашавају неуспех могу умањити или поништити ефекат. Илузија је слабија за депресивне појединце и јача је када појединци имају емоционалну потребу да контролишу исход. Илузија је ојачана стресним и конкурентним ситуацијама, укључујући и финансијско трговање. Иако људи имају тенденцију прецјењивања контроле над ситуацијом која је у великој мјери одређена случајношћу, они је такођер потцењују кад је заиста имају, што је у супротности с неким теоријама илузије и њезине прилагодљивости. Људи су такође показали већу илузију контроле када им је допуштено да се упознају са задатком кроз праксу, да донесу избор пре него што се ситуација догоди, на пример- бацањем коцкице, и када могу да,  под истим околностима, направе свој избор, уместо да неко направи избор за њих. Људи ће показати већу контролу када имају више одговора на почетку него на крају, чак и када сви имају исти број тачних одговора.

## Посредно
Човек, понекад, покушава да стекне контролу пребацивањем одговорности на способнију или „срећнију“ особу која ће да ради за њега. Одрицање од директне контроле чини му се као валидан начин за достизање максималних резултата. Ова индиректна илузија контроле значајан је теоретски наставак традиционалног модела илузије контроле.
Наравно, људи ће се одрећи контроле ако друга особа има више знања или вештина у областима, као што је медицина, у којима је знање потребно. У таквим случајевима прилично је рационално одговорност препустити лекарима. Међутим, када је у питању случајност, допуштање другима да доносе одлуке или се коцкају за Вас је неприхватљивије, јер се чини да имају више среће. То се супротставља већ примећеној људској жељи за контролом у ситуацијама које се не могу контролисати. Међутим, пошто је човек склон веровању да поседује срећу, коју може искористити у сопствену корист у играма на срећу, онда није далеко ни веровање да и неки други људи имају срећу и да су због тога способнији да контролишу догађаје који се не могу контролисати.
Један пример је компанија која организује своју лутрију за раднике. На основу добитака и губитака сваког радника, компанија бира ко ће да попуњава лутријске листиће. Члан са највишим добитком постаје представник све док не сакупи одређени број губитака и тада се бира следећи. Иако ниједан члан није заиста бољи од осталих и све је препуштено случајности, они ће радије препустити контролу над њима некоме ко наизглед има више среће.
У примеру из стварног живота, у финалу Олимпијских игара у хокеју 2002. године, Канада је победила Сједињене Државе, али касније се веровало да је победа резултат канадског срећног новчића, који је тајно стављен под лед пре него што је утакмица почела. Чланови канадског тима били су једини који су знали да се новчић тамо налази. Новчић је касније изложен у Хокејској дворани славних, где га посетиоци могу додирнути. Људи верују да додиром могу да пренесу себи срећу са новчића и да на тај начин промене сопствену срећу. Канађани су након тога сакривали новчиће на неколико међународних такмичења, а новчићи су закопани у темељима објеката саграђених за Зимске олимпијске игре 2010. у Ванкуверу.

## Примери
Илузија контроле исказује се на три основна начина:

### Лабораторијски експерименти
- Експеримент Елен Ј. Лангер  показао је да количина контроле која постоји у постизању успешног резултата, приликом такмичења заснованог на вештини, варира од функције способности противника.   Ако такмичење подстиче коришћење вештина, тада се испитаници кладе на основу вероватноће победе. Односно, ако је наспрам њих особа која је наизглед супериорнија, улози испитаника ће бити мањи.  У ситуацијама у којима је исход неконтролисан(односно не зависи од вештина), испитаник ће се више кладити ако се такмичи против самоувереног противника или зато што се и од самог противника очекује да уложи много, и испитаник жели да  га опонаша, или због ризика (Wallach & Wing, 1968)). Насупрот томе, ако се  испитаник клади против наизглед несигурне особе, он може да уложи више да би се показао другачијим од њега, или опет због ризика, али постоје и шансе да уложи мање јер се од противника очекује да понуди мање, преузимајући на тај начин ризик (али мањи).  О томе више и говори експеримент у коме се у једној соби истовремено налазе испитаник и наспрам њега протовник у стању „dapper” (особа која је наиглед самоуверена и друштвена) или у стању „schnook”(наизглед стидљива, нервозна и трапава особа). Експеримент је испитаницима представљен као студија о психологији у којој ће се такмичити, а као награда обећана је велика свота новца. Задатак је сачињен од четири рунде, у свакој рунди испитаник и противник извлачили су по једну карту из шпила, ко извуче већу карту побеђује у тој рунди. Правила су и да сваки од њих треба, пре него што извуче саму карту, да да своју понуду за опкладу(у свакој рунди могу да понуде по колико желе, независно од претходне понуде). Осим тога када извуку карту, не смеју нити да је покажу противнику нити да је погледају, већ је одмах предају особи која извршава експеримент. На тај начин карта неће утицати на понуду у следећој рунди. На основу резултата свих испитаника, донет је закључак да када се испитаник осећа супериорније просечна понуда за опкладу је била 11.04 у поређењу са 16.25 за испитанике који су се осећали несигурнијим (још већа разлика је утврђена ако се разматрао само резултат прве рунде јер је она уследила одмах након експерименталне манипулације, и износи 9.28 наспрам 16.72)
- У другом експерименту, испитаници су морали да предвиде исход тридесетак бацања новчића, при чему испитаници одмах добијају своје резултате. Повратне информације су намештене тако да је сваки испитаник имао тачно пола исправних предвиђања, али су се групе разликовале у томе када су погодили. Некима је речено да су њихова рана нагађања тачна, а другима су успехе равномерно распоредили кроз тридесет покушаја. После су испитивани у вези са њиховим учинцима. Испитаници са раним „погоцима" преценили су своје укупне успехе и имали су већа очекивања о томе како ће се показати на будућим играма нагађања.[10][2] Овај резултат подсећа на пристрасност потврђивања, где људи дају већу тежину информацијама које се јављају раније у низу.[2] Четрдесет процената испитаника веровало је да ће се њихов учинак на овом задатку побољшати кроз праксу, а 25% испитаника рекло је да би им одвраћање пажње утицало на учинак.[2][10]
- Истраживање Елен Лангер показало је да је већа вероватноћа да ће се људи понашати као да могу да побољшају своју контролу над случајним догађајима у којима су присутни „наговештаји вештине”. [10][11]Под наговештајима вештине, Лангер је мислила на својства догађаја која су обично повезана са тренирањем вештине, нарочито тренирањем избора, такмичењем, познавањем стимулуса и учешћем у одлукама. Једна једноставна форма овог ефекта је примећена у коцкарницама: када се бацају коцкице у игри, људи теже да баце јаче кад им је потребан велики број, а нежније за мали број.[2][12]
- Сандерсон, Рапее и Барлов (1989) спровели су експеримент у коме су испитаницима дали да удишу ваздух обогаћен угљен-диоксидом, при чему су у једној групи дали лажну могућност да прекину инхалацију кад год желе, а другој не, на тај начин манипулишући илузију контроле. У односу на испитанике који су веровали да могу контролисати унос угљен-диоксида, код испитаника из друге групе јавио се већи број симптома напада панике, они су такође процењивали симптоме интензивнијим у односу на процене симптома у првој групи, извештавали су о већем степену анксиозности, о већем броју катастофичних когниција,  па су генерално у већој мери изјављивали да се код њих развио потпуни напад панике  у односу на испитанике прве групе.  На основу тврдњи друге групе, да ситуацију коју су доживели у лабараторији подсећа на искуство напада панике у природним условима , показано је да одсуство осећаја контроле, па макар и илузионе,  један је од кључних фактора у развоју напада панике, што говори у прилог тези да позитивне илузије у извесној мери служе као заштитни фактор.
- Експеримент који је 1985. године спровео Schaffner, говори о томе да иако се понекад ствари дешавају потпуно случајно, људи су (погрешно) уверени да су их изазвали неким својим понашањем - покушавајући да преузму контролу над догађајем. Испитаници, студенти,имали су задатак да десетогодишњег дечака Харолда науче да свако јутро стугне у школу у 8.30. Компјутер им је свакодневно, у току три недеље, избацивао време Харолдовог доласка у школу(које је увек било у распону од 8.20 до 8.40). Студент би потом бирао повратну информацију коју учитељ треба да упути Харолду: од велике похвале до великог прекора. Ако би Харолд стигао у школу пре 8.30, учитељ би требало да га похвали, а ако би закаснио требало би да га прекори. Студенти су у раздобљу од три недеље пратили какве ефекте имају похвале и прекори на Харолдову тачност. Њихов закључак био је да су казне ефикасније, јер су уочили тенденцију да након казне Харолд идућег дана стигне у школу раније.   У стварности мали Харолд уопште није постојао(бар не у овом екперименту). Компјутер је време Харолдовог доласка у школу избацивао у случајном распореду(а што студенти, наравно, нису знали). Тако, ако је Харолд стигао у школу у 8.39- студент би му за то прописао прекор. По закону вероватнће компјутер је сутрадан избацио боље време а студент је закључио како је казна- јако делотворна метода.  Можда су на тај начин и многи родитељи закључили како је „батина из раја изашла“.

### Лутрија
Експерименти посматрања понашања у познатим играма на срећу, као што је лутрија.
- Још један Лангерин експеримент, поновљен од стране других истраживача, укључује лутрију. Субјектима се насумично дају листићи или им је допуштено да их одаберу. Након тога, дозвољено им је да замене своје листиће за друге листиће за које им је речено да имају већу шансу да им се исплате. Листићи са познатим бројевима, са бројевима које испитаник може да повеже са неким битним датумом или догађајем из свог живота, имали су мању вероватноћу за размену од оних са непознатим. Испитаници који су бирали свој листић више су оклевали да се са њим растану. Иако је ова лутрија била насумична, испитаници су се понашали као да је њихов избор листића утицао на исход.[13][11] Учесници који су бирали своје бројеве, мање је било вероватно да размене листић, чак и за онај са бољим шансама за победу на лутрији.[6]

### Животне ситуације
У реалном животу манипулација илузијом контроле често се примењује кроз такозване „плацебо тастере”.
- У Њујорку, на прелазима преко улица од 1000 дугмади за паљење зеленог светла за пешаке заправо ради само око 100 (потврдила градска Управа за саобраћај). Тај број се последњих година смањује. Када је „Њујорк тајмс“ 2004. године открио да већина њујоршких дугмади те врсте није радила, заправо их је радило око 750. Погоршање саобраћаја је разлог те промене. Дугмад за зелено светло за пешаке су углавном инсталирана пре него што је гужва у саобраћају достигла данашње нивое, те та дугмад ометају сложену координацију рада семафора.  У Лондону је све већи број семафора интегрисан у електронски систем који детектује саобраћај и прилагођава интервале проласка пешака и возила, у складу с тим, на пример дајући предност аутобусима који касне. Што значи да притисак на дугме за прелазак пешaка преко улице нема ефекта, али повећава сигурност пешака јер су , док очекују да ће ускоро прећи улицу, присиљени да обрате пажњу на саобраћај.

- Ако се притисне дугме за затварање врата у лифту врата се неће брже затворити. Разлог: амерички „Закон о особама с хендикепом" из1990. године утврђује да врата лифтова морају да остану отворена довољно дуго да у лифт могу безбедно да уђу особе са инвалидитетом или с тешкоћама при кретању, особе са штакама или у инвалидским колицима.
- Термостати уређаја за климатизацију у хотелским собама имају ограничени температурни опсег, или је инсталиран нефункционалан(плацебо) термостат, доступан корисницима, да би се смањили трошкови хотела за енергију. Истраживање термичке удобности показује да када људи мисле да могу да контролишу температуру, у просторијама, могу толерисати виши ниво нелагодности него кад немају ту контролу.

Предузимањем неке акције наводи људе да имају осећај контроле над ситуацијом, што проузрокује добар осећај, нису само пасивни посмарачи- ако уради нешто, човек се осећа боље него ако не уради ништа. То је објашњење зашто људи притисну дугме за позивање лифта иако светли пошто га је неко други већ раније притиснуо.
- Понекад је потребно изазвати привидну илузију контроле ради позитивног ефекта по људску психу. Наиме, људи у болницама, старачким домовима и лудницама углавном су лишени избора, како би се они осећали способнијим да ипак могу да донесу одлуке потребно је испред њих поставити избор који неће значајно утицати на исход ситуације. На пример, омогућавајући пацијенту у болници да одлучи да ли жели инјекцију пеницилина или таблете пеницилина(када је разлика у времену потребном за уношење лекова у крвоток занемарљива), њему је дата могућност да врши контролу (иако је важна одлука већ донешена- да ће добити пеницилин-већ донета).

### Хипотетичке ситуације
Још један начин да се истражи перцепција контроле је испитати људе о хипотетичким ситуацијама.
- Вероватноћа да буду умешани у саобраћајну несрећу. Возачи у просеку сматрају несреће много мање вероватним у ситуацијама са „високом контролом", као што је када они сами возе, него у ситуацијама са „слабом контролом", као на пример када су на сувозачевом месту. Такође процењују да је несрећа у којој имају већу контролу, као што је судар са аутомобилом који је испред, много мање вероватна од несреће у којој имају мању контролу, попут тога да их је ударио други возач отпозади.[14][15][16]
- Ако поставимо испитаника у хипотетичку ситуацију да је синоћ правио журку, у свом стану која је трајала до касно у ноћ, док су гости били нешто бучнији. Сутрадан ујутру, срео је комшију који га је поздравио врло резервисано. Први закључак који би већина донела јесте да се због синоћне журке комшија није наспавао и да је због тога љут. Следећа два дана испитаник је врло пажљив да не направи никакву буку у свом стану. Комшија га након тога поздрави на свој уобичајни начин, из чега се опет извлачи закључак да комшија више није љут.  Као и у горе наведеном примеру са малим Харолдом, и овде се ради о случајним околностима. Рецимо да комшију сретнемо 10 пута месечно, он ће нас од тих 10 пута 6 пута поздравити на свој уобичајни начин, два пута ће бити срдачније(јер је тих дана био добре воље), док ће преостала два пута бити резервисанији(јер се можда осећао лоше). Наиме, постоји шанса да је комшија заиста лоше одреаговао на буку са журке,али могуће је да његово понашање нема с тим никакве везе. Можда бука није ни успела да допре до његовог стана, једноставно комшија је само био лоше воље сутрадан и поздрав је био резервисанији него уобичајно. Како то од 10 пута чини само два пута, било је вероватно да ће следећи пут бити на обичајни начин.

## Објашњења
Елен Лангер, која је прва демонстрирала илузију контроле, објаснила је своја открића као заблуду између ситуација вештине и шансе. Њена теорија је да људи процењују свој степен контроле на основу такозваних наговештаја вештине. Пошто се показало да људи не успевају да реагују различито у ситуацијама које је могуће контролисати и онима које није могуће контролисати, она је одлучила да  идентификује факторе који утичу на илузију истраживањем ситуација које је могуће контролисати, односно истраживањем карактеристика ситација вештине.  У ситуацијама вештине, људи показују разна отворена и прикривена понашања која су дизајнирана да максимизирају вероватноћу успеха. На пример, избор материјала прикладних за ситуацију, бирање одговора које ће дати и темељно упознавање са тим материјалима и одговорима, размишљање о задатку и могућим стратегијама, улагање напора уз активно учествовање, све то како би се повећала шанса за успех.  Поред тога, ситуације вештина имају и одређене карактеритике не нужно инициране од стране појединца како би се максимизирала вероватноћа успеха.  Конкуренција је један такав фактор. Лангерина истраживања показала су да су ови фактори везани за вештине одгворни за стварање илузије контроле. Односно, тестирала је хипотезу која каже да подстицањем или омогућавањем учесницима у ситуацији шансе да се укључе у радње у које би се укључили да су у ситуацији вештине, повећавамо шансу да индукујемо илузију контроле. Према томе, требало би да је могуће увести било који од поменутих аспеката ситуације вештине: избор, познавање одговора и стимулуса, пасивно или активно учешће, компетитивност, у ситуацију шансе где учесници не утичу на исход и изазвати понашање које им је својствено у ситуацијама вештине. Показала је и да је илузија јача када је присутно више ових наговештаја вештине.
Сузан Томпсон и њене колеге тврдили су да је Лангерино објашњење било неадекватно за објашњење свих варијација у ефекту. Као алтернативу, они су предложили да се пресуде о контроли заснивају на поступку који су назвали "контролнoм хеуристиком". Ова теорија предлаже да прoцена контроле зависи од два услова, намере да се створи исход и односа између акције и исхода. У играма на срећу, ова два услова често иду заједно. Као и намера да се победи, постоји акција, попут бацања коцкице или повлачења полуге на аутомату, после чега одмах следи исход. Иако је исход одабран насумично, контролна хеуристика би довела до тога да играч осећа одређени степен контроле над исходом.
Теорија саморегулације нуди још једно објашњење. У мери у којој су људи вођени унутрашњим циљевима везаним за вежбање контроле над својом околином, они ће покушати да поново успоставе контролу у условима хаоса, неизвесности или стреса. Један од начина суочавања са недостатком стварне контроле је да се себи лажно припише контрола над ситуацијиом.
Осoбина основне самоевалуације (енгл. CSE) је стабилна особина личности која се састоји од локуса контроле, неуротичности, самоефикасности и самопоштовања. Док је вероватније да ће они са високом самоевалуацијом веровати да сами контролишу своје окружење (тј. Интерни локус контроле), врло високи ниво самоевалуације може довести до илузије контроле.

## Погодности и последице за појединце
Тејлор и Браун су тврдили да су позитивне илузије, укључујући илузију контроле, адаптивне јер мотивишу људе да истрају у задацима у тренуцима када би у супротном могли одустати. Овакав став поткрепљује и тврдња Алберта Бандуре да „позитивна самопроцена својих способности, када се не претерује, може бити корисна, док предрасуде могу да нас самоограничавају“. Његова аргументација се у основи односи на адаптивни ефекат оптимистичних уверења у вези са контролом и перформансама у околностима када је контрола могућа, пре него на перцепцију контроле у околностима када исходи не зависе од понашања појединца.
Бандура је такође предложио:
"У активностима где су границе грешке уске и погрешни кораци могу да произведу скупе или значајне последице, личном благостању највише служи високо прецизна оцена ефикасности."
Тејлор и Браун тврде да су позитивне илузије адаптивне, јер постоје докази да су чешће код нормално психички здравих појединаца него код депресивних. Међутим, Пацини, Мур и Епштајн су показали да је то можда зато што депресивни људи прекомерно кoмпензују тенденцију према неприлагођеном интуитивном процесуирању, вршећи прекомерну рационалну контролу у тривијалним ситуацијама, aли примећују да разлика са људима који нису депресивни нестаје у последичнијим околностима.
Такође постоје емпиријски докази да висока самоефикасност у неким околностима може бити неадекватна. У студији заснованој на сценарију, Вајт и остали показали су да ће код учесника, код којих су изазвали високу самоефикасност, знатно вероватније ескалирати приврженост ка неуспешном току деловања. Knee и Закерман су оспорили дефиницију менталног здравља коју су користили Тејлор и Браун и тврде да је недостатак илузија повезан са недефанзивном личношћу оријентисаном према расту и учењу и са слабим учешћем ега у исходима. Они су представили доказ да су самоодређени појединци мање склони тим илузијама. Крајем 1970-их, Абрамсон и Алои су показали да депресивни појединци имају тачнији поглед од својих недепресивних колега у тесту који је мерио илузију контроле. Овај налаз је остао тачан чак и када је депресија била експериментално манипулисана. Међутим, приликом реплицирања налаза Msetfi и остали (2005, 2007) утврдили су да се прецена контроле код недепресивних људи показала само када је интервал био довољно дуг, што имплицира да је то зато што узимају у обзир више аспеката неке ситуације него њихове депресивне колеге. Такође, Дикман и остали (1989.) показали су да депресивни људи верују да немају контролу у ситуацијама у којима је заправо имају, тако да њихова перцепција уопште није тачнија. Allan и остали (2007) су предложили да песимистичка склоност ка депресивима резултира „депресивним реализмом“ када је у питању о процена контроле, јер ће депресивни  појединци вероватније рећи да немају, чак и ако имају контролу.
Бројне студије откриле су везу између осећаја контроле и здравља, посебно код старијих људи.
Фентон О’Криви и остали, као и Голвицер и Кини, тврде да иако илузорна веровања о контроли могу да промовишу тежњу ка циљу, она нису погодна за здраво доношење одлука. Илузије о контроли могу изазвати неосетљивост на повратне информације, ометање у учењу и предиспозицију ка преузимању ризика зарад већих циљева(јер ће субјективни ризик бити умањен илузијом контроле).

### Позитивни ефекти
Примери када илузија контроле доноси одређене погодности.
На пример кад је некој особи дијагностикована болест, она жели да преузме контролу тако што ће почети да узима лекове или променити своју исхрану или друге аспекте свог свакодневног живота.
Слично, студије су откриле да пацијенти у болницама који су способни да сами узимају и регулишу дозу лекова за болове дају себи мању дозу од оне што им је преписао доктор, али им престане бол.
Осећајући да сте у контроли такође може да вас натера да урадите неке ствари и кад је вероватноћа да успете у томе мала. Да ли бисте се пријавили за тај посао кад би знали колико мало контроле имате над том одлуком? Не. Али ако се никад не пријавите ни за један посао, не можете ни да га добијете.
Тејлор и Браун (1994) тврде да:
“већина људи показује позитивне илузије у 3 домена:
а) Виде себе у нереално позитивном светлу;
б) Верују да имају већу контролу над догађајима у окружењу него што је то заиста случај;
ц) Имају бољи поглед на будућност него што основни подаци то могу да оправдају”

### Негативни ефекти
Сада се осврнимо на последице ове илузије, односно њене лоше стране.
Кад осетите да сте главни, највероватније ћете игнорисати сигнале упозорења од окружења да ствари нису у вашој контроли. Заиста један експеримент је показао да што се моћније осећате, илузија контроле постаје јача.
Такође труд уложен у посао може се смањити ако запослени, верујући да је бољи од просека, не уложи додатне напоре да се надмеће са својим сарадницима.
Слично томе, постављањем нереалних циљева вођених претераном самоувереношћу постоји опасност да се они не могу остварити што резултира неугодним изненађењима и непотребним неуспехом што доводи до финанцијске и психолошке штете.
Психолози су документовали “заблуду у планирању” засновану на превише оптимистичним предвиђањима која резултирају прекорачењем трошкова и времена завршетка и прецењивањем очекиваних користи. Постоје бројни, истакнути примери ове заблуде у планирању.
Сиднејска опера, требала је да се заврши 1963. Године са будзетом од 7 милиона долара. Уместо тога, завршена је 10 година касније, коштајући 15 пута више од првобитне процене. Иста ситуација је била и са већином мега пројеката. Eurofighter, 6 година дуже се градио него што је оригинално одређено са прекорачењем трошкова од 8 милијарди еура.

## Апликације
Психолог Даниел Вегнер тврди да илузија контроле над спољним догађајима стоји у основи веровања у телекинезу, претпостављену паранормалну способност за директно померање предмета својим мислима.  Као доказ, Вегнер наводи низ експеримената о магичном размишљању у којима су субјекти приморани да мисле да су утицали на спољне догађаје. У једном експерименту, испитаници су гледали кошаркаша како изводи низ слободних бацања. Када су упућени да га визуелно прикажу како шутира на кош, осећали су да су допринели његовом успеху.
Једно истраживање испитало је трговце који раде у лондонским инвестиционим банкама. Свако је гледао како се на екрану рачунара црта графикон, сличан графикону вредности акција или индекса у реалном времену. Помоћу три рачунарска кључа морали су да подигну вредност што је више могуће. Упозорени су да вредност показује насумичне варијације, али да би кључеви могли да имају неки ефекат. У ствари, на вредност нису утицали тастери. Оцене успеха трговаца мереле су њихову подложност илузији контроле. Овај резултат је затим упоређен са учинком сваког трговца. Они који су били склонији илузији постигли су знатно нижи резултат у анализи, управљању ризиком и доприносу профиту. Такође, зарадили су знатно мање.